# Lady Madonna
Lady Madonna (Lennon/McCartney) är en låt av The Beatles från 1968.

## Låten och inspelningen
Lady Madonna var intressant i sitt sammanhang genom att den blev den låt som bröt raden av mer experimentella låtar från The Beatles i och med att man här lät sig inspireras av äldre musik. Här lät sig Paul McCartney, låtens författare, direkt inspireras av boogie-woogie som spelades på den av George Martin producerade ”Bad Penny Plues” (1956). Man trixade lite med pianospelet på låten för att få det att låta mer 50-talsaktigt samtidigt som McCartney även gjorde detsamma med sin sång. Fyra saxofonister hade hyrts in men fick dock inga tydliga instruktioner varför de fick spela rätt fritt. Texten är en något förvirrad historia där modersfiguren verkar flyta ihop med en nunna samtidigt som drogreferenserna finns även i denna musikaliskt jordnära låt. Man satte låten vid två tillfällen 3 och 6 februari 1968. Låten blev (tillsammans med The Inner Light) en singel, vilken utgavs i England och USA 15 respektive 18 mars 1968. 
Även Fats Domino och Tom Jones har framfört låten.

## Listplaceringar
| Lista (1968)   | Position         |
| -------------- | ---------------- |
| Australien     | 1                |
| Danmark        | 1 (DR "Top 20")  |
| Finland        | 7                |
| Flandern       | 3                |
| Irland         | 3                |
| Kanada         | 2                |
| Nederländerna  | 1                |
| Norge          | 2                |
| Nya Zeeland    | 1                |
| Schweiz        | 1                |
| Spanien        | 3                |
| Storbritannien | 1                |
| Sverige        | 1 (Kvällstoppen) |
| Sverige        | 1 (Tio i topp)   |
| USA            | 4                |
| Vallonien      | 1                |
| Västtyskland   | 2                |
| Österrike      | 1                |